# Michaël Jordan Nkololo
Michaël Jordan Nkololo (n. 9 noiembrie 1992, Créteil, Île-de-France, Franța) este un fotbalist din Republica Democratică Congo și francez liber de contract, care joacă pe post de atacant sau mijlocaș. Pe plan internațional, are prezențe la națională pentru Republica Democratică Congo.